# Burg Stein (Enzkreis)
Die Burg Stein, auch Schloss Stein und Storchenturm genannt, ist eine ehemalige Befestigung im Ortsteil Stein der Gemeinde Königsbach-Stein im Enzkreis in Baden-Württemberg.

## Geschichte
1240 wurde erstmals eine Burg urkundlich (Erwähnung eines Heinrich von Stein) erwähnt, die um 900 von Angehörigen des deutschen Ritteradels am Fuße des Eichelbergs errichtet worden sein soll.
Die Markgrafen von Baden bauten den ihnen unterstehenden Ort Stein 1350 zu einer Befestigung mit vier Toren aus. Dabei wurde der ganze Ort mit einem Erdwall und Graben umgeben, und später kamen innerhalb des äußeren Festungsrings zwei weitere Bollwerke dazu.
Im 16. Jahrhundert erhielt die Feste einen Neubau, und ein Bergfried wurde als Zufluchtsort bei feindlichen Angriffen erbaut, der „Storchenturm“.
Nachdem die „Feste Stein“ ihre militärische Bedeutung verloren hatte, baute die markgräfliche Regierung den Burgturm zu einem Gefängnis um, das bis 1821 genutzt wurde. 2005 wurde der Storchenturm restauriert und kann besichtigt werden.

## Beschreibung
Bei der Burg handelt es sich um einen zweigeschossigen Bau mit Krüppelwalmdach und kreisförmigem Bering mit vier Toren. Über eine schmale hölzerne Wendeltreppe gelangt man in den Storchenturm, der über einen Kamin und sechs Zellen verfügt.